# 佐治·斯威夫特
佐治·哈羅德·斯威夫特（英語：George Harold Swift，1870年2月3日—1956年）是一名英國足球員，在狼隊陣中時曾贏得英格蘭足總杯，後來成為修咸頓的首任總監兼領隊。

## 球員生涯
斯威夫特生於什羅普郡奥肯盖茨，早年效力史篤城及克魯，在1891年加入足球聯賽球隊狼隊。在1891年9月14日首度上陣便協助球隊以5-0大勝阿克寧頓史丹利，斯威夫特在該季上陣四次。
在1892-93年賽季，斯威夫特成為正選球員，使狼隊在足總杯決賽打敗愛華頓奪冠。在接下來的那個球季，斯威夫特轉會到拉夫堡，接著又輾轉效力莱斯特城、諾士郡及列斯城，於1906年退役。
斯威夫特在1895年11月代表英格蘭於特倫特河畔斯托克的維多利亞球場迎戰愛爾蘭。

## 執教生涯
斯威夫特在退役後的兩個賽季都在列斯城擔任教練，他在場上有很大的影響力，給予當時的領隊基里斯很大的幫助。斯威夫特在1907年到車士打菲特擔任領隊，在隊中執教了三年，並沒有顯著的成就。在他執教的第一年，車士打菲特在乙組聯賽以包尾次位完成，但球會被重新挑入聯賽，在下一個賽季，車士打菲特依然以同樣位置完成，被剔出乙組。車士打菲特接著在中部聯賽作賽，結果球隊成為該季聯賽冠軍。1910年5月，斯威夫特離開車士打菲特，在1911年4月到修咸頓作為總監兼領隊。
此前，修咸頓由以秘書為首的董事會管理，董事會毅然決定要聘任一位領隊以扭轉球隊的劣勢（在1910-11年南部聯賽賽季末段排名第17位）。
球會聘任斯威夫特後，原來的領隊杜臣引退，而秘書安菲特則轉任財務總監。斯威夫特在六周內花費820英鎊引入十一名新球員。修咸頓在聘用了全職領隊後，並未能阻止球隊在1911-12年的頹勢，球隊只能以第十六位完成，斯威夫特引咎辭職

## 榮譽

### 球員
狼隊
- 英格蘭足總杯冠軍：1893年

## 外部連結
- 足球基地 - 佐治·哈羅德·斯威夫特執教紀錄
- 列斯聯歷史（页面存档备份，存于）
- 安多福廣告一篇有關2000年7月獎牌拍賣的文章[永久]